# Lagolí
Lagolí, en grec moderne : Λαγολί, est un village du dème de Phaistos, en Crète, en Grèce. Selon le recensement de 2011, la population de Lagolí compte 54 habitants. Il est situé à une altitude de 180 m.

## Recensements
| Recensement | 1881 | 1900 | 1928 | 1940 | 1951 | 1961 | 1971 | 1981 | 1991 | 2001 | 2011 |
| ----------- | ---- | ---- | ---- | ---- | ---- | ---- | ---- | ---- | ---- | ---- | ---- |
| Population  | 75   | 105  | 111  | 136  | -    | 158  | -    | -    | 91   | 97   | 54   |